# 悲劇
悲剧是最古老也是最常见的一种戏剧题材。悲劇是包括死、痛苦等内容，且主要以一個意味深長的結尾传达哀傷和哀痛的戲曲或文學类型。 悲剧的经典题材是男女相恋却不能结合，英雄的悲壮人生，家庭破碎，社會问题和國家覆灭等。
以时间为序，悲剧大概经历了如下时期的演变：

## 发源：古希腊悲剧
古希腊悲剧是整个西方戏剧的起源，所以悲剧是最古老的戏剧题材。古希臘悲劇的概念和現代的不同，不在於悲，而在於嚴肅和對高尚行為的模仿的悲壯感受，因此古希臘悲劇結尾不一定是悲慘的；可以又天外救星給一個皆大歡喜的結尾。

古希腊三大悲剧诗人依年代順序為：埃斯库罗斯、索福克勒斯和欧里庇得斯。
著名的古希腊悲剧有：《被缚的普罗米修斯》、《俄狄浦斯王》、《安提戈涅》、《美狄亞》等

## 中世纪悲剧
中世纪的人们被笼罩在基督教的统治下，他们要不是認為這是古朽的舊文化，就是几乎不知道有古希腊古罗马悲剧的存在。中世纪的戏剧主要是基督教宗教剧(禮儀劇), 神秘劇，道德劇具有浓厚的悲剧情怀。直到文艺复兴时期，人们才开始重新发掘古希腊古罗马悲剧。

## 传承：文艺复兴时期的悲剧
文艺复兴时期的戏剧继承了中世纪市民戏剧和宗教剧的传统。15世纪后半期，西班牙戏剧达到了比欧洲其他国家都要成熟发达的水平，代表人物包括胡安·德尔·恩西纳（1469年－1529年）和费尔南多·德尔·罗哈斯（1476年－1541年）等。前者的成就主要体现在将中世纪简陋的宗教剧转变成具有文艺复兴特点的情节复杂的戏剧，而后者的代表作《塞莱斯蒂娜》是西班牙文学史上的名著，在文艺复兴时期被译成各种文字，广泛流传。
英国莎士比亚（1564-1616）创作了许多著名的悲剧，包括：
- 《安東尼與克麗奧佩托拉》（Antony and Cleopatra）
- 《哈姆雷特》（Hamlet）
- 《李尔王》（King Lear）
- 《奥赛罗》（Othello）
- 《馬克白》（Macbeth）

莎士比亚一共創作了10部悲劇，其中以上后四者被称为“莎翁四大悲剧”。這10部悲劇中，人们一般都以为罗密欧与朱丽叶是莎士比亚的四大悲剧之一，但其实不然。
法国古典主义两位戏剧大师不可不提。第一位是高乃依（Pierre Corneille，1606-1684），他的名作的名作《熙德》（Le Cid，1636年）是一出引起了轰动的佳作。他的竞争者拉辛（Jean Racine，1639-1699），在他的Bérénice，因为首开悲剧中无人死亡的先河而广受批评。

## 走向当代：19世纪后期的悲剧
挪威剧作家易卜生（Henrik Ibsen）的《玩偶之家》（A Doll's House，1879）是一部现实主义社会问题剧，也是一部标准的现当代悲剧作品，对欧美现当代剧坛都有示范性影响。
现代戏剧作品越来越多地从关注个人悲剧，走向了通过人物来批判社会制度。悲剧的“悲剧核心”不再是古希腊的“人神矛盾”，而成了人与人之间种种不可调和的冲突与再现。

## 中国的传统悲剧
中国戏曲中，也有一些堪与世界悲剧经典比肩的作品。具有代表性的有：
- 《竇娥冤》
- 《趙氏孤兒》
- 《梁山伯与祝英台》

但是亦有人認為以上（和一些古希腊悲剧）皆為喜劇也，理由是竇娥冤最後也成功申了冤，赵氏孤儿最後报了仇，梁山伯与祝英台最後也成了仙而在天上相聚，這些悲劇情節過程雖然波折，但主角最終皆得以如願。

### 中国其他悲剧
- 《紅樓夢》
- 《水浒传》
- 《雷雨》
- 《骆驼祥子》
- 《汉宫秋》
- 《精忠旗》
- 《琵琶记》
- 《娇红记》
- 《清忠谱》
- 《长生殿》
- 《桃花扇》
- 《雷峰塔》
- 《正红旗下》
- 《長河》
- 《天龍八部》
- 《浮生六記》
- 《項脊軒記》
- 《傷逝》
- 《孤獨者》
- 《項脊軒記》
- 《祝福》
- 《西蜀夢》
- 《火燒介子推》
- 《張千替殺妻》
- 《三國演義》
- 《霸王別姬》

1. ↑  Conversi, Leonard W. and Sewall, Richard B. . .   [2023-02-05]. （原始内容存档于2023-03-27）.